# Zora spinimana
Espèce
Synonymes
- Lycaena spinimana Sundevall, 1833
- Hecaerge maculata Blackwall, 1833
- Dolomedes lycaena Walckenaer, 1837

Zora spinimana est une espèce d'araignées aranéomorphes de la famille des Miturgidae.

## Distribution
Cette espèce se rencontre en zone paléarctique.

## Description

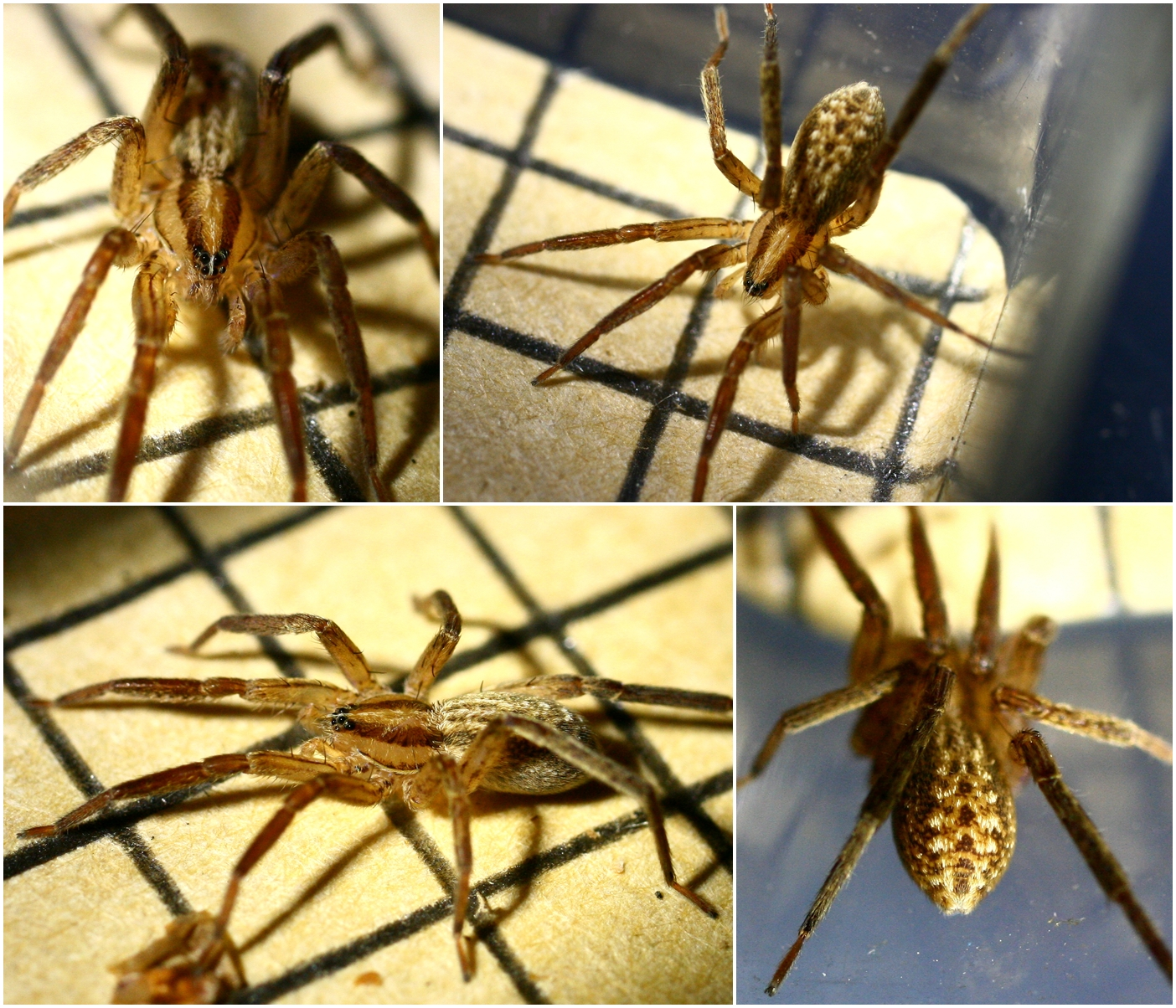
Zora spinimana ♀

Les mâles mesurent de 4,5 à 5 mm et les femelles de 5 à 7,7 mm.

## Publication originale
- Sundevall, 1833 : Svenska spindlarnes beskrifning. Fortsättning och slut. Bihang till Kongliga Svenska Vetenskaps-Akademiens Handlingar, vol. 1832, p. 172-272 (texte intégral).